# Hummelhof
Hummelhof (fränkisch: Humlhof) ist ein Gemeindeteil der Marktes Flachslanden im Landkreis Ansbach (Mittelfranken, Bayern). Hummelhof liegt in der Gemarkung Flachslanden.

## Geografie
Die Einöde liegt an der Fränkischen Rezat. Im Nordwesten grenzt das Hochholz an. 1,5 km südöstlich im Forst Birkenfels liegt der Heßberg (489 m ü. NHN). Die Staatsstraße 2253 führt zur Bundesstraße 13 bei Gräfenbuch (1,3 km südwestlich) bzw. nach Flachslanden (2 km nördlich).

## Geschichte
Der Ort wurde im 17. Jahrhundert als „Hummelhov“ erstmals schriftlich erwähnt. Das Bestimmungswort ist Hummel, eine umgangssprachliche Bezeichnung für einen Zuchtbullen. Eher unwahrscheinlich ist eine Ableitung von dem Insekt Hummel.
Gegen Ende des 18. Jahrhunderts gehörte der Hummelhof zur Realgemeinde Kellern. Das Anwesen hatte das brandenburg-ansbachische Vogtamt Birkenfels als Grundherrn. Unter der preußischen Verwaltung (1792–1806) des Fürstentums Ansbach erhielt der Hummelhof die Hausnummer 4 des Ortes Kellern. Hummelhof mit Hof zum Keller (= Kesselhof) hatte zwei Untertansfamilien. Von 1797 bis 1808 unterstand der Ort dem Justiz- und Kammeramt Ansbach.
Im Rahmen des Gemeindeedikts wurde der Hummelhof dem 1808 gebildeten Steuerdistrikt Flachslanden und der 1811 gegründeten Ruralgemeinde Flachslanden zugeordnet.

### Ehemaliges Baudenkmal
- eingeschossiger Massivbau mit dreigeschossigem Giebel; Portal mit redendem Wappen bezeichnet „1799“[11]

### Einwohnerentwicklung
| Jahr      | 001836 | 001840 | 001861 | 001871 | 001885 | 001900 | 001925 | 001950 | 001961 | 001970 | 001987 |
| Einwohner | 9      | 9      | *      | 8      | 8      | 10     | 10     | 10     | 6      | *      | *      |
| Häuser    | 1      | 1      |        |        | 1      | 1      | 1      | 2      | 1      | *      | *      |
| Quelle    | [ 13 ] | [ 14 ] | [ 15 ] | [ 16 ] | [ 17 ] | [ 18 ] | [ 19 ] | [ 20 ] | [ 21 ] | [ 22 ] | [ 23 ] |

## Religion
Der Ort ist evangelisch-lutherisch geprägt und bis heute nach St. Laurentius (Flachslanden) gepfarrt. Die Einwohner römisch-katholischer Konfession sind nach St. Dionysius (Virnsberg) gepfarrt.